# Empeaux
Empeaux (okzitanisch Empèuts) ist eine französische Gemeinde mit 305 Einwohnern (Stand 1. Januar 2022) im Département Haute-Garonne in der Region Okzitanien (vor 2016 Midi-Pyrénées). Sie gehört zum Arrondissement Muret und zum Kanton Plaisance-du-Touch. Die Einwohner werden Empeusiens genannt.

## Geografie
Empeaux liegt an der Grenze zum Département Gers in der historischen Provinz Savès, etwa 36 Kilometer westsüdwestlich von Toulouse und etwa 30 Kilometer westnordwestlich von Muret. Empeaux wird umgeben von den Nachbargemeinden Auradé im Norden und Osten, Saint-Thomas im Süden sowie Seysses-Savès im Südwesten und Westen.

## Bevölkerungsentwicklung
| Jahr                       | 1962 | 1968 | 1975 | 1982 | 1990 | 1999 | 2010 | 2020 |
| Einwohner                  | 98   | 118  | 131  | 124  | 142  | 163  | 234  | 291  |
| Quellen: Cassini und INSEE |      |      |      |      |      |      |      |      |

## Sehenswürdigkeiten
- Kirche Saint-Sabin
- Schloss Empeaux aus dem 16. Jahrhundert

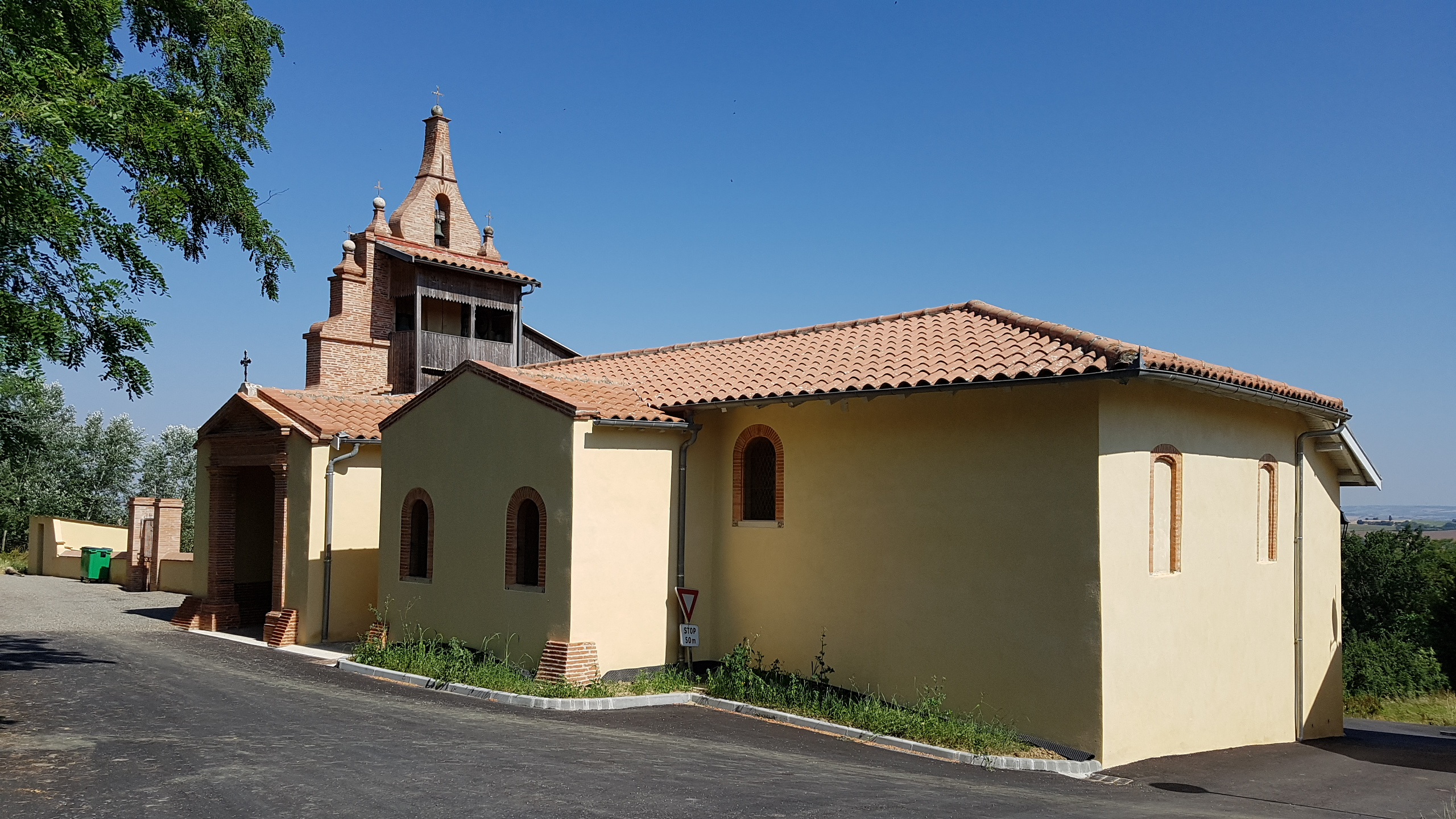
Kirche Saint-Sabin
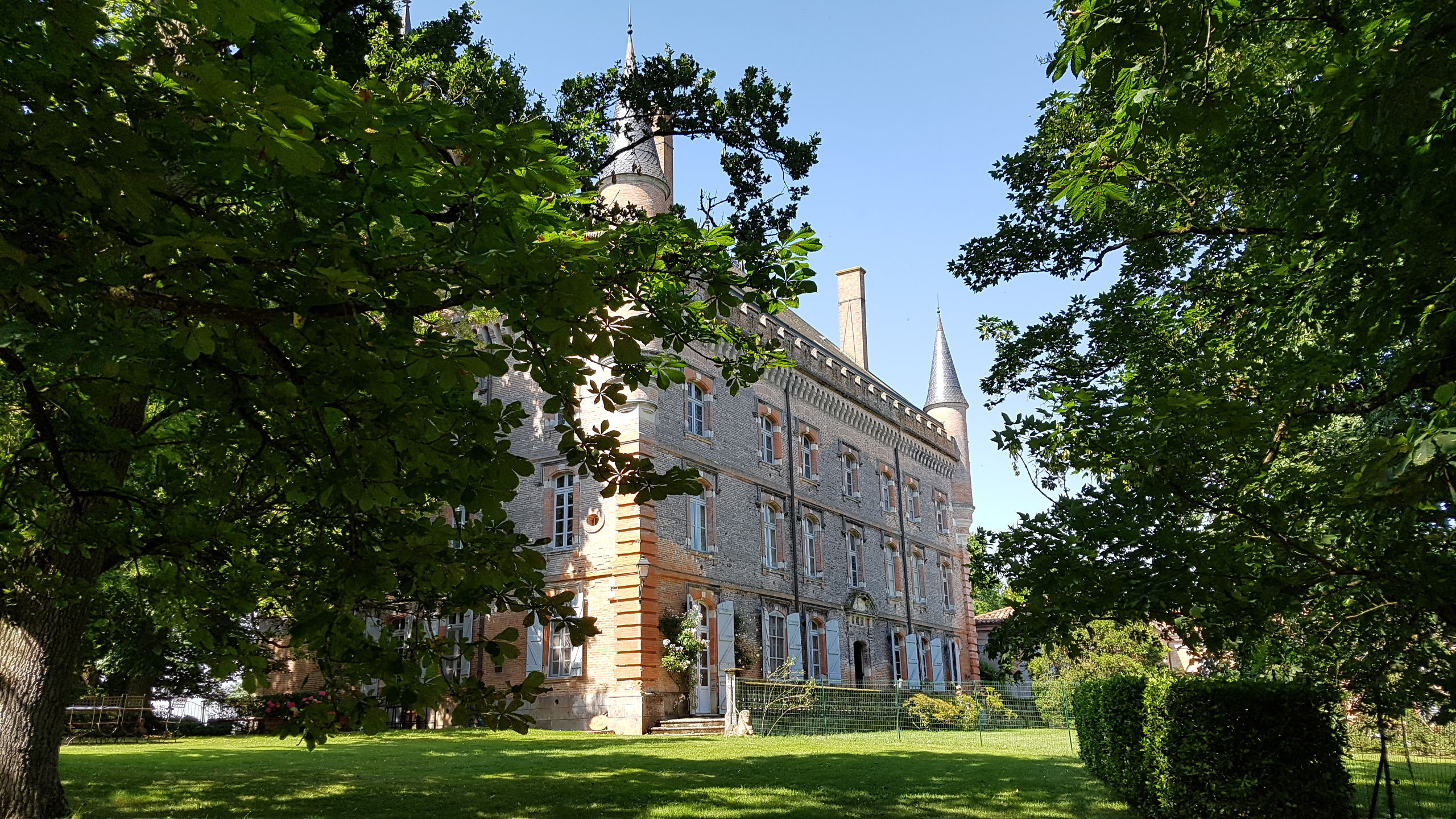
Schloss Empeaux
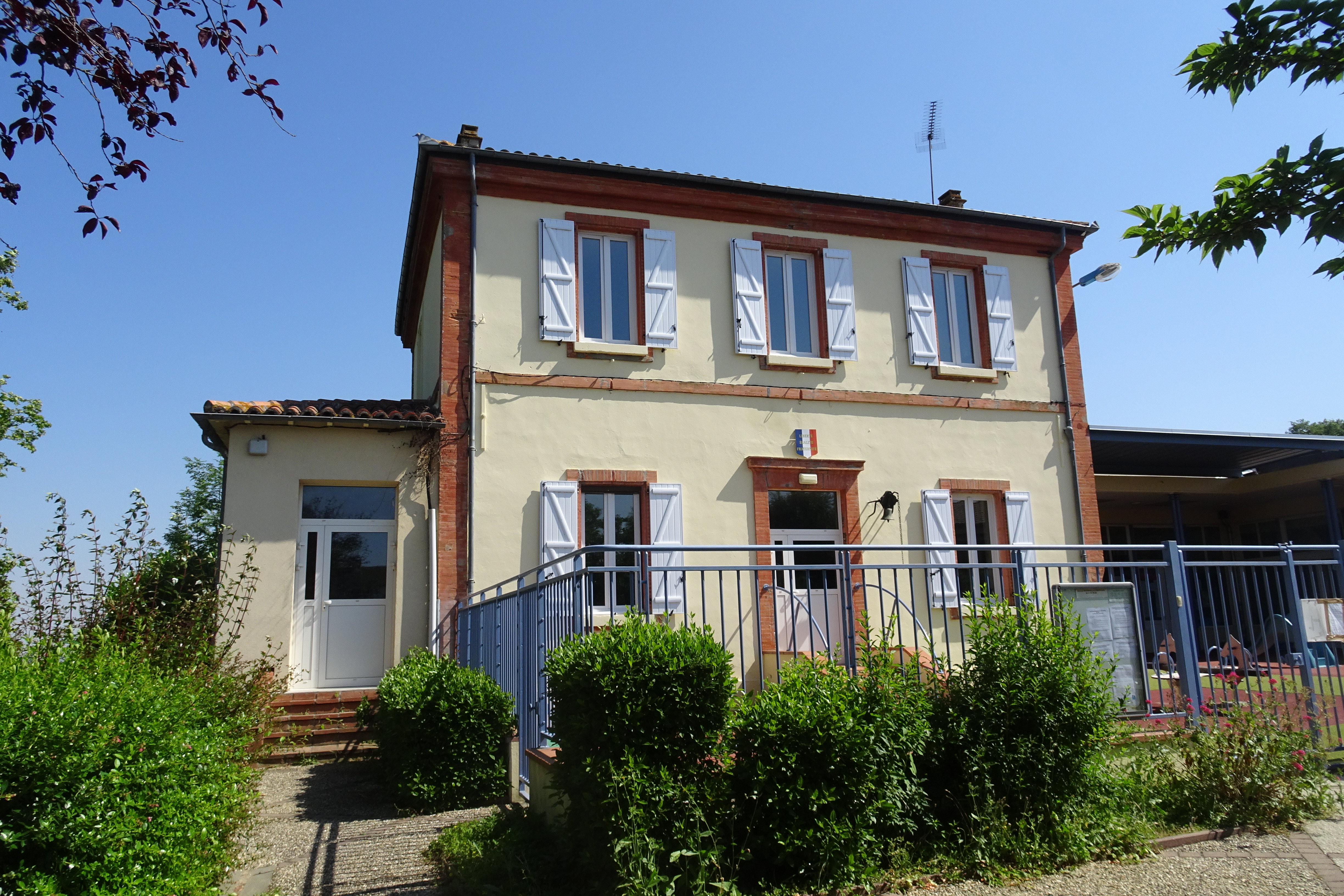
Schule
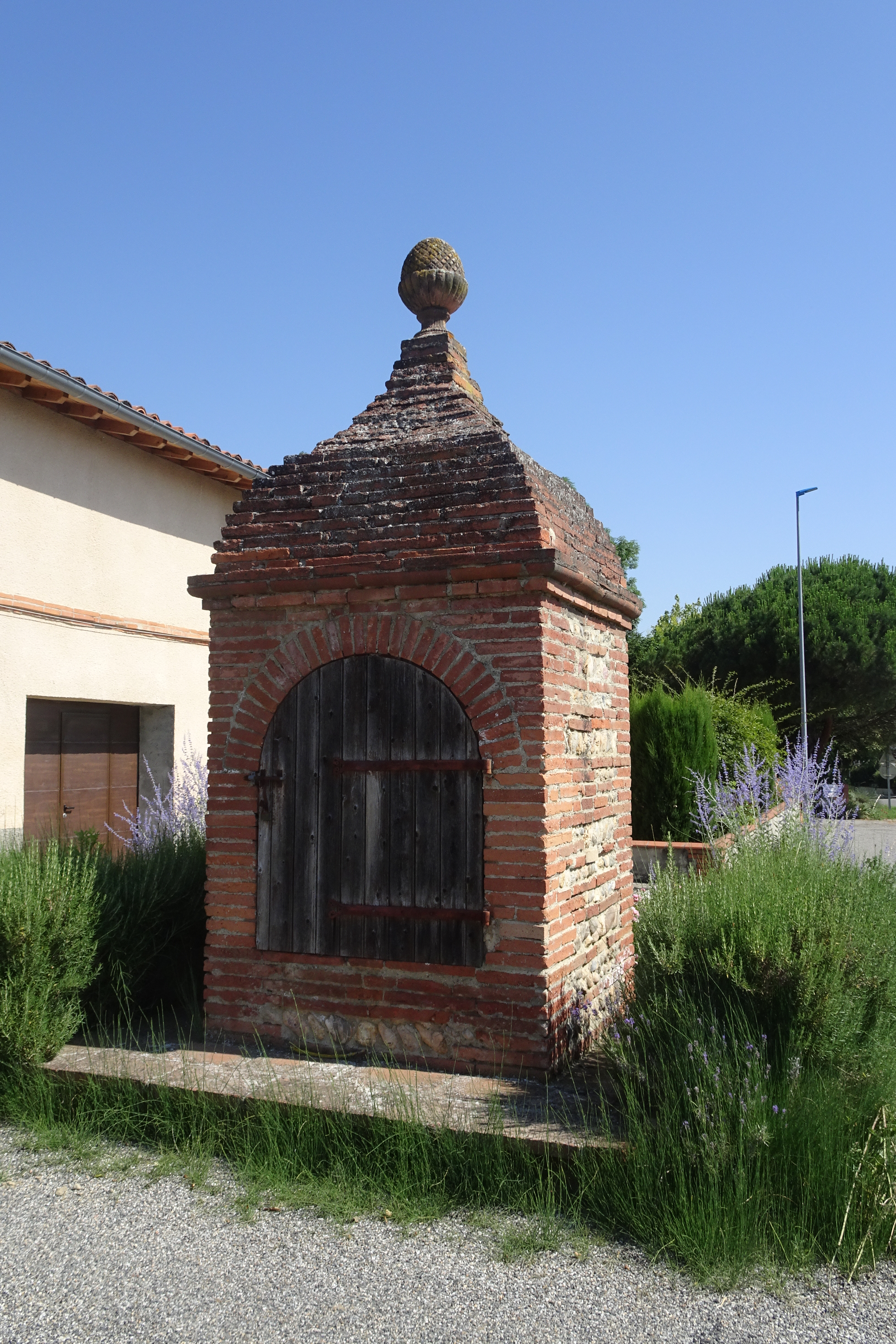
Brunnenhaus
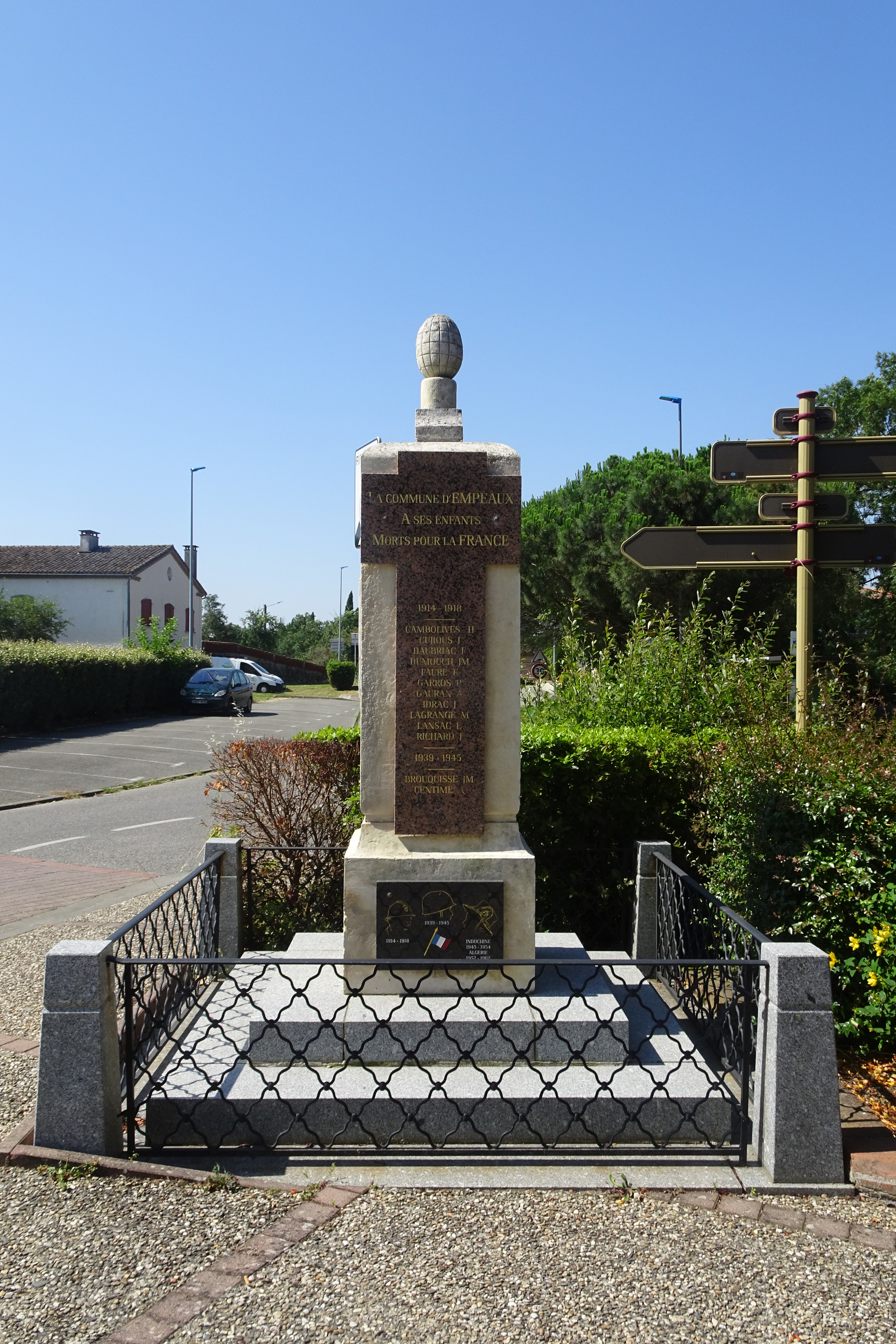
Gefallenendenkmal